# Portret Tytusa w stroju mnicha
Portret Tytusa w stroju mnicha (niderl. Titus als monnik) – obraz olejny na płótnie holenderskiego malarza Rembrandta z 1660 roku, przedstawiający syna artysty Tytusa van Rijna.
Artysta przedstawił swego 19-letniego syna w habicie kapucyńskim, upodabniając go do św. Franciszka z Asyżu. Święty był mistykiem średniowiecznym, członkowie założonego przez niego zakonu składali m.in. ślub ubóstwa, stąd zgrzebny habit i surowość spojrzenia przedstawionej postaci. Dzieło ma rozmiary 79,5 × 67,7 cm. Zanim trafiło do kolekcji Rijksmuseum w Amsterdamie 10 lipca 1933 roku, znajdowało się w Kolekcji Stroganowa w Petersburgu. W 1917 obraz skonfiskowały władze RFSRR i został od nich wykupiony razem z Zaparciem się św. Piotra dla muzeum w Amsterdamie. Muzealny numer katalogowy SK-A-3138.